# Panaqolus
Panaqolus — рід риб триби Ancistrini з підродини Hypostominae родини Лорікарієві ряду сомоподібні. Має 12 видів.

## Опис
Загальна довжина представників цього роду коливається від 6 до 15 см. Зовнішністю схожі на сомів роду Panaque. Голова помірно широка, морда сплощена зверху, з одонтодами (шкіряними зубчиками). З боків рота є 2 вусики. Очі середнього розміру. Рот являє собою присоску. Тулуб кремезний, вкритий кістковими пластинками. Хвостове стебло з невеличкими одонтодами. Спинний плавець великий, довгий, з 1-2 жорсткими променями. Жировий плавець маленький, розташовано близько до спинного. Грудні та черевні плавці широкі. У самців є гострий генітальний сосочок, у самиць — великий, округлий, опуклий. Анальний плавець витягнутий, з короткою основою. Хвостовий плавець з великою виїмкою, промені розгалужені.
Забарвлення чорне, темно-сіре, коричневе, бежеве з контрастними білими, помаранчевими, темно-коричневими або чорними смужками, рідше — з плямами й цятками.

## Спосіб життя
Є бентопелагічними рибами. Зустрічаються у середніх та повільних течіях. Вдень ховаються серед корчів та каміння. Активні у присмерку та вночі. Живляться водоростями та дрібними частками деревини.
Самиця відкладає ікру в печерках. Самець постійно охороняє кладку.

## Розповсюдження
Мешкають у річках Напо, Укаялі, Мароні.

## Види
- Panaqolus albivermis
- Panaqolus albomaculatus
- Panaqolus changae
- Panaqolus claustellifer
- Panaqolus dentex
- Panaqolus gnomus
- Panaqolus koko
- Panaqolus maccus
- Panaqolus nix
- Panaqolus nocturnus
- Panaqolus purusiensis
- Panaqolus tankei